# Normseite
Die Normseite ist eine Hilfsgröße, mit der man den Umfang eines Manuskripts abschätzen kann.
Im Literaturbetrieb, Journalismus und in der Werbebranche dient diese als eine mögliche Berechnungsgrundlage für das Honorar von Autoren, Journalisten, Textern, Übersetzern oder Lektoren. Insbesondere Übersetzungen werden jedoch auch häufig nach Normzeilen abgerechnet, nicht jedoch Literaturübersetzungen.
Der Umfang einer Normseite beträgt je nach Definition und Quelle zwischen 25 Zeilen mit durchschnittlich 40 Schriftzeichen (d. h. ohne Berücksichtigung der Leerzeichen), also etwa 1000 Zeichen exklusive Leerzeichen, und 30 Zeilen mit bis zu 60 Anschlägen (d. h. mit Berücksichtigung der Leerzeichen), also maximal 1800 Zeichen inklusive Leerzeichen.

## Definition
Die Normseite wird definiert als Seite, die dergestalt formatiert wird, dass sie eine Anzahl Zeilen zu jeweils einer Maximalzahl an Anschlägen, inklusive Leerzeichen, enthält; es können jedoch auch weniger sein, da Wörter bei diesem Abrechnungsverfahren nicht getrennt werden.
Die Definition berücksichtigt somit, dass (insbesondere literarische) Texte eine Einheit sind und daher auch leere Bereiche (wie Leerzeilen, Absätze oder neue Kapitel) sinngebend sein können.
Die Definition stammt noch aus der Zeit der Schreibmaschinen, als die Zeilenlänge von 60 Zeichen ganz einfach mit Hilfe eines Schiebereglers eingestellt werden konnte. In einem Textverarbeitungsprogramm lässt sich eine Normseite erstellen, indem man eine nicht proportionale Schrift (beispielsweise Courier) auswählt und die Seitenränder so einstellt, dass die maximale Anschlagszahl in eine Zeile passt.
Für das freie Textsatzsystem LaTeX steht das Paket stdpage zur Verfügung, mit dem man für den Verlag problemlos Normseiten (auch mit anderen Zeichen- oder Zeilenzahlen) erstellen kann.

## Summenregelung
Heutzutage arbeiten viele Autoren, Übersetzer, Lektoren und Verlage nicht mehr mit der klassischen Normseite, sondern bestimmen die Anzahl der Normseiten eines kompletten Textes anhand der Zeichenmenge. Diese lässt sich mit Textverarbeitungsprogrammen ermitteln, wobei die Anzahl der Anschläge hier der Anzahl der Zeichen inklusive Leerzeichen entspricht. In Unkenntnis der rechtlichen Grundlage der Normseite (siehe unten)  wird die Zeichenzahl des Textes manchmal irrtümlich durch 30 × 60 = 1800 Zeichen geteilt. Berechnet man die Normseite auf diese Art, so enthält sie im Mittel 20 Prozent mehr Text, als wenn sie tatsächlich physisch erstellt wird, da halbvolle Zeilen und Seiten sowie die Formatierung von Dialogen bei der Berechnung nicht berücksichtigt sind. Daher wurde von der VG Wort eine Normseite vereinfacht als Normseite à 1500 Zeichen festgelegt.

## Nationale Regelungen
Zur Normseite gibt es in verschiedenen Staaten abweichende Definitionen.
Deutschland
Festgelegt wurde sie ursprünglich in dem zwischen dem Börsenverein des Deutschen Buchhandels und dem Verband deutscher Schriftsteller vereinbarten Normvertrag vom 1. Juli 1992: 30 Zeilen zu jeweils maximal 60 Anschlägen.
Von der VG Wort vereinfacht als Normseite à 1500 Zeichen.
Österreich
§ 54 des österreichischen Gebührenanspruchsgesetzes besagte bis zu seiner Novellierung mit 1. Jänner 2008, dass eine Seite im Sinn des Abs. 1 Z. 1 dann als voll gilt, wenn sie mindestens 25 Zeilen mit durchschnittlich mindestens 40 Schriftzeichen enthält. Bei geringerem Umfang ist die Gebühr für den entsprechenden Teil zu bestimmen. Nach der Novellierung wurde die Norm so umgestellt, dass die Gebühr für schriftliche Übersetzungen für je 1000 Schriftzeichen zusteht und zur Ermittlung der Gebühr die Anzahl der Schriftzeichen der Übersetzung (ohne Leerzeichen) durch 1000 zu dividieren und das Ergebnis mit der Gebühr nach Abs. 1 zu multiplizieren ist. Bei Literaturübersetzungen für österreichische Verlage wird üblicherweise wie in Deutschland die Normseite mit 30 Zeilen à max. 60 Anschläge zugrunde gelegt.
Polen
Bei einer vereidigten Übersetzung: 1125 Anschläge pro Seite, aufgerundet auf die ganze Seite.
Tschechien
1800 Anschläge pro Seite, also 30 Zeilen mit 60 Anschlägen oder ca. 250 Wörter.

## Weitere Nutzung
Viele Verlagslektoren und Korrektoren, die auf Papier arbeiten, nutzen die Normseite auch für ihre Verbesserungen und Anmerkungen, sowohl zwischen den Zeilen als auch am Rand und am Seitenende. Vielfach wird deshalb eine Formatierung in einer mittelgroßen und gut lesbaren Schrift gewünscht. Beim Einrichten der Seite nach dem Normseitenstandard bleibt auch bei eineinhalbfachem Zeilenabstand genügend Platz für Korrekturzeichen im Text und Korrekturen an den Rändern sowie für weitere Kommentare.